# Gary Ross
Gary Ross (Los Angeles, 3 de novembre de 1956) és un guionista,  productor i director de cinema i de televisió estatunidenc. És conegut per escriure guions i produir pel·lícules com Big (1988), cinta on va debutar com a guionista i va ser nominat a l'Oscar al millor guió original de 1989, així com Dave, president per un dia (1993), que va comptar amb Kevin Kline i Sigourney Weaver. El 1998 va dirigir Pleasantville i, el 2003, Seabiscuit, ambdues pel·lícules protagonitzades per Tobey Maguire. El 2012 va dirigir la pel·lícula d'Els jocs de la fam.

## Filmografia
| Any  | Títol                      | Director | Guionista | Productor | Notes                                                                         |
| ---- | -------------------------- | -------- | --------- | --------- | ----------------------------------------------------------------------------- |
| 1988 | Big                        | No       | Sí        | Sí        | Nominat − Oscar al millor guió original                                       |
| 1992 | Mr. Baseball               | No       | Sí        | No        |                                                                               |
| 1993 | Dave, president per un dia | No       | Sí        | No        | Nominat − Oscar al millor guió original                                       |
| 1994 | Lassie                     | No       | Sí        | No        |                                                                               |
| 1997 | Trial and Error            | No       | No        | Sí        |                                                                               |
| 1998 | Pleasantville              | Sí       | Sí        | Sí        |                                                                               |
| 2003 | Seabiscuit                 | Sí       | Sí        | Sí        | Nominat − Oscar a la millor pel·lícula Nominat − Oscar al millor guió adaptat |
| 2008 | El valent Despereaux       | No       | Sí        | Sí        |                                                                               |
| 2012 | Els jocs de la fam         | Sí       | Sí        | No        |                                                                               |
| 2016 | The Free State of Jones    | Sí       | Sí        | Sí        |                                                                               |